# Nienstedt (Gerbstedt)
Nienstedt ist eine Wüstung bei Gerbstedt in Sachsen-Anhalt. Es war ein recht großes Dorf, laut dem Chronisten Cyriacus Spangenberg war es ein „ziemlich Städtlin“.

## Lage
Nienstedt lag im Kreuzgrund, einem Landschaftseinschnitt westlich von Heiligenthal. Lebensader war vermutlich der sehr wasserreiche, aber 1826 ausgetrocknete Sohlbach, der nach Heiligenthal in die Schlenze abfloss.

## Geschichte
In einem zwischen 881 und 899 entstandenen Verzeichnis des Zehnten des Klosters Hersfeld wird unter dem Namen Niustat ein zehntpflichtiger Ort im Gau Friesenfeld genannt, der vermutlich die spätere Wüstung Nienstedt oder der heutige Ort Nienstedt bei Allstedt oder die Wüstung Neustädt gewesen ist.
Um 973 wurde der Ort Nienstedi zusammen mit anderen Besitzungen des Fuldaer Abts Werinher an das Erzstift Magdeburg abgetreten.
1140 gehörten zur Ortschaft eine 6 Schillinge an das Domkapitel Magdeburg zahlende Hufe und 12 weitere insgesamt 10 Schillinge zahlende Hufen, die an den Propst des Magdeburger Sebastianstifts zahlten. Diese Güter waren Teil eines Tauschgeschäfts mit dem Grafen von Mansfeld.
1264 schenkten die Herren zu Friedeburg dem Nonnenkloster zu Wiederstedt drei Hufen in Neustede.
1283 hieß der Leutpriester Heinrich, er war bis 1299 im Amt.
1296 stritten sich die Bürger von Nienstet heftig mit dem Kloster zu Wiederstedt um den Zehnten.
In den folgenden Jahrhunderten verdrängten die Klöster den Adel aus dem Grundbesitz im Dorf, Nienstedt war noch bis ins 15. Jahrhundert besiedelt, dann wurde es wüst. Heute ist vom Ort nichts mehr zu sehen.